# Боярський коледж екології і природних ресурсів
Боярський фаховий коледж Національного університету біоресурсів і природокористування України (БФК) — вищий навчальний заклад І ступеню, відокремлений підрозділ Національного університету біоресурсів і природокористування України (м. Київ), розташований у місті Боярці Київської області.

## Структура
Відділення БФК:
- Технічне відділення — було створено у 2016 р. До його складу входить 3 випускні циклові комісії: землевпорядних, інформаційних технологій та фізико-математичних, лісогосподарських та садово-паркових дисциплін. На відділенні здійснюється підготовка фахівців за такими спеціальностями: Спеціальність: 122 Комп'ютерні науки.

Спеціальність: 193 Геодезія та землеустрій.
Спеціальність: 206 Садово-паркове господарство.
Спеціальність: 205 Лісове господарство.

### Відділення готує
кваліфікованих техніків-землевпорядників для роботи в системі Держгеокадастру України, регіональних та базових управліннях і відділах держгеокадастру, госпрозрахункових і приватних організаціях, місцевих радах різних рівнів, установах землевпорядної служби та держгеокадастру;
кваліфікованих техніків-програмістів для роботи в ІТ-службах підприємств і організацій різних галузей та форм власності на посадах: техніка-програміста, техніка обчислювального центру, оператора обчислювальних машин, інженера з обслуговування комп'ютерних мереж, фахівця у галузі інформаційних технологій, для вирішення питань пошуку, обробки, передачі та захисту інформації, адміністратора локальних мереж.
кваліфікованих  техніків лісового господарства які працюють в сфері Державного лісового агентства України, спеціалізованих лісомеліоративних станціях, лісовпорядкувальних підприємствах, де виконують лісогосподарські роботи щодо створення, формування лісостанів і заготівлі та переробки лісогосподарської продукції.
кваліфікованих фахівців садово-паркового господарства  які працюють в садових центрах, в розсадниках декоративних культур, дендропарках, ботанічних садах а також організаціях, які займаються проектуванням і безпосереднім виконанням озеленення на різних за формою власності територіях.
- Відділення агроекології та економіки — було створено у 2016 році шляхом проведення реорганізації структури коледжу. Головною метою відділення є підготовка висококваліфікованих  фахівців у галузі управління та адміністрування, природничих та аграрних наук.

До складу відділення входять три циклові комісії:
- Економічних дисциплін.
- Гуманітарних і суспільних дисциплін.
- Природно-екологічних та сільськогосподарських дисциплін.

На відділенні здійснюється підготовка фахівців за такими спеціальностями:
Спеціальність: 051 Економіка.
Спеціальність: 072 Фінанси, банківська справа, страхування
Спеціальність: 073 Менеджмент
Спеціальність: 075 Маркетинг
Спеціальність: 101 Екологія
Спеціальність: 201 Агрономія

## Історія
Сучасний Боярський коледж екології і природних ресурсів бере свій початок від практичної школи бджільництва, яка була заснована 17 червня 1902 року «Височайшим повелінням Государя Імператора» про виділення 5 десятин землі та 150 штук дубових та соснових колод Південно-російському товариству бджільництва для будівництва школи у Збірно–Будаївський лісовій дачі поблизу залізничної станції Боярка. Цьому передувало 10 років цілеспрямованої і наполегливої діяльності членів відділу бджільництва на чолі з видатним науковцем, громадським діячем і меценатом Олексієм Хомичем Андріяшевим. У процесі створення бази — з 2 жовтня 1902 року по 7 липня 1904 року, Практична школа бджільництва містилася у місті Києві по вулиці Іванівський (тепер Тургенєвська), 10, в найманому О. Х. Андріяшевим приміщенні. Власне Олексій Андріяшев подарував школі навчальну пасіку з 70 бджолами, бібліотеку, пасічницький музей, майстерні для виготовлення обладнання, склад з пасічницьким інвентарем і став довічним попечителем школи.

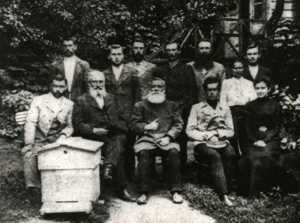
Засновники Практичної школи бджільництва.

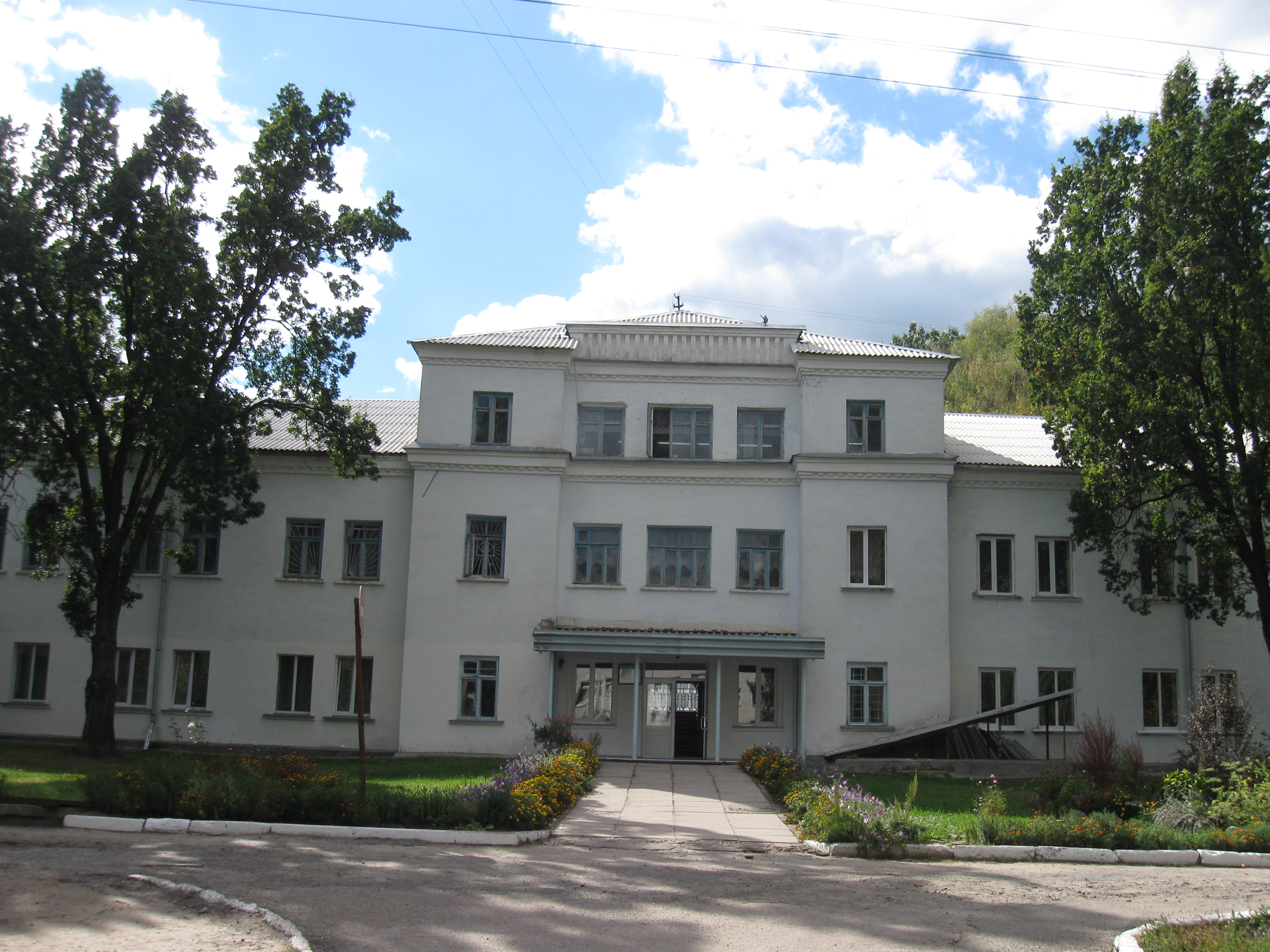
Історична будівля Школи (нині корпус № 2 коледжу).

Знаменною подією в історії школи та сучасного міста Боярки стало перебазування закладу 7 липня 1904 року з Києва до Боярки.
Після смерті О. Х. Андріяшева (1907) попечителем школи обрали Василя Федоровича Ващенка.
12 листопада 1909 року школі було присвоєно назву «Боярська практична школа бджільництва, садівництва та городництва ім. О. Х. Андріяшева».
У 1911 році навчальний заклад було реорганізовано у нижчу першорядну школу пасічництва, яка за 4 роки давала середню освіту.
У 1918 році школа практичного бджільництва була реорганізована в Боярську пасічницьку професійну школу ім. П. І. Прокоповича.
За СРСР — у 1930 році профшколу реорганізовано в Боярський сільськогосподарський технікум бджільництва та шовківництва.
30 листопада 1957 року в місті Києві створений Український республіканський заочний сільськогосподарський технікум. 21 серпня 1959 року відповідно до наказу Міністерства сільського господарства УРСР № 780 Український республіканський заочний сільськогосподарський технікум був переведений на базу Боярського сільськогосподарського технікуму.
Вже за незалежності України (1991) наказом по Міністерству сільського господарства і продовольства України № 84 від 11 березня 1997 року в технікумі ліквідований навчально-методичний відділ із заочної освіти і його перейменовано в Боярський сільськогосподарський технікум.
Постановою Кабінету Міністрів України № 526 від 29 травня 1997 року «Про вдосконалення мережі вищих та професійно-технічних навчальних закладів» технікум передано до сфери управління Національного аграрного університету (НАУ) (тепер Національний університет біоресурсів і природокористування України) зі збереженням юридичної особи.
Відповідно до наказу ректора Національного аграрного університету від 19 липня 2004 року № 360 Боярський сільськогосподарський технікум реорганізовано і перейменовано на Боярський коледж екології і природних ресурсів, який є правонаступником технікуму у всіх сферах його діяльності.
Від 2005 року в коледжі здійснюється професійно-технічна підготовка бджолярів на курсах бджільництва.
Наказом ректора Національного аграрного університету від 20 січня 2005 року № 22 на базі «Боярського коледжу екології і природних ресурсів НАУ» створено Відокремлений структурний підрозділ Національного аграрного університету «Боярський коледж екології і природних ресурсів».
На виконання Постанови Кабінету Міністрів України від 30 жовтня 2008 року № 945 «Питання Національного аграрного університету» виданий наказ ректора університету про перейменування Відокремленого структурного підрозділу Національного аграрного університету «Боярський коледж екології і природних ресурсів» у Відокремлений підрозділ Національного університету біоресурсів і природокористування України "Боярський коледж екології і природних ресурсів.
Нині (2000-ні) Боярський фаховий коледж тісно співпрацює із багатьма підприємствами, організаціями і установами Київської та інших областей, які є базою для проведення практичного навчання студентів.
Сьогодні у ВСП «Боярський фаховий коледж Національного університету біоресурсів і природокористування України» працює  69 штатних педагогічних працівників. З них: штатних кандидатів наук — 7, доцентів — 2, викладачів-методистів — 10, старших викладачів — 4,  викладачів  вищої категорії — 27. Державні нагороди, почесні звання та інші відзнаки мають 10 осіб.
Загальна кількість студентів — 835 чол., в тому числі денної форми навчання — 708 студент, заочної — 127.
Коледж готує фахівців за денною та заочною формами навчання (детальна інформація подана в оголошенні про набір студентів на 2014—2015 навчальний рік).